# Rhopalotenes
Rhopalotenes là một chi bướm đêm thuộc phân họ Tortricinae của họ Tortricidae.

## Các loài
- Rhopalotenes argyrolemma (Diakonoff, 1954)
- Rhopalotenes halirrhothia (Meyrick, 1938)
- Rhopalotenes irresoluta (Diakonoff, 1954)
- Rhopalotenes platyptila (Diakonoff, 1954)